# Panama (film, 2022)
Panama je americký akční film, který natočil režisér Mark Neveldine. Jeho premiéra se udála v březnu 2022. Autory scénáře jsou Daniel Adams a William Barber. Hlavní postavy ztvárnili Cole Hauser a Mel Gibson.

## Děj
V roce 1989 se bývalý námořní pěšák James Becker potýká s obrovským pocitem viny a beznadějem po tragické smrti své manželky. Jeho dny se rozplývají v alkoholové mlze a často se probouzí u jejího hrobu na své zahradě. Stark, jeho bývalý spolupracovník, mu nabídne nečekanou příležitost – tajnou misi, která by mu mohla pomoci uniknout jeho trápení. Becker nakonec souhlasí.
Na základně mu Stark a agent Burns vysvětlí misi: usnadnit obchod se zbraněmi, který je klíčový pro zájmy USA ve Střední Americe. CIA pomáhá nikaragujským rebelům a snaží se zbavit vlivu panamského diktátora Manuela Noriegy. Noriega nabízí ruský vrtulník výměnou za velkou sumu na švýcarském účtu. USA souhlasí s obchodem a plánuje vrtulník předat Contras, čímž by zajistilo své zájmy a eliminovalo Noriegu. Becker je vyslán do Panamy jako konzultant kasina, kde může pracovat v utajení.
V Panamě se Becker setká s Enriquem Rodriguezem, vlivným makléřem s kontakty na plukovníka Marcose Justinese. Enrique žije v přepychu, je těžce závislý na kokainu a má harém žen. Becker se snaží prodiskutovat důležitý obchod s vrtulníkem, ale Enrique ho odkládá a vyzývá Beckera, aby se nejprve aklimatizoval.
V kasinu se Becker setká s Brooklynem Riverou, který ho seznámí s vůdcem Contras, Steadmanem Mullerem. V Miami probírá obchod o výměně sovětského komunikačního vybavení za vrtulník. Enrique vyzve Beckera na závod na motokrosových kolech, při kterém Becker prohraje a Enrique odhalí svou manipulativní strategii. Becker získá zpět milion dolarů ukrytý ve reproduktoru.
V Panamě hrozí invaze USA a plukovník Justines nařídí Enriquovi, aby získal peníze od Beckera za každou cenu. Becker se sblíží s Camilou, ale jejich vztah je přerušen. Becker zabije nájemné vrahy, kteří se pokusí proniknout do Camilina domu. Později zjistí, že Camila byla k účasti donucena a že Enrique ho zradil.
Becker konfrontuje Enriquea, který prozradí, že za vražedným útok stál plukovník Justines. Becker se vrátí domů a najde Camilu zavražděnou. Pomstí její smrt a zabije její vrahy. Justines zjistí o Enriquově zradě a otráví ho. Becker se chystá konfrontovat Justinese, ale zjistí, že agent Burns je zapleten do Justinesových plánů.
Burns unese Beckerovu švagrovou Tatyanu a využívá ji jako rukojmí. Becker s pomocí Starka zorganizuje nebezpečnou výměnu, při které je Tatyana vyměněna za kufřík s penězi. Becker se vrátí do Burnsova domu v Panamě, kde ho zabije. Stark vysvětluje, že vůdce rebelů se rozhodl zachránit 200 rodin místo zabití Noriegy. Becker si odpočine a Stark odhalí, že americká armáda nakonec Noriegu zajala během invaze do Panamy.

## Produkce
Film byl původně oznámen v září 2014 jako Adamsův první snímek po opuštění vězení, kde strávil bezmála dva roky za daňové podvody v souvislosti se svými předchozími filmy. Natáčení mělo původně začít počátkem léta 2015. Nakonec se Adams rozhodl natočit nejprve komedii An L.A. Minute (2018). V srpnu 2019 bylo oznámeno, že natáčení filmu Panama začne v listopadu toho roku, a zároveň byla zveřejněna jména několika herců. Ve filmu si měli zahrát Morgan Freeman a Frank Grillo. Do konce roku 2019 natáčení však nezačalo; od projektu zároveň odstoupil Freeman a poté i Grillo. V říjnu 2020 bylo oznámeno, že film nebude režírovat sám autor scénáře Daniel Adams, ale Mark Neveldine. Zároveň byla oznámena jména herců v hlavních rolích – Cole Hauser a Mel Gibson. V listopadu bylo oznámeno, že v další roli se představí Kate Katzman. V prosinci pak byla oznámena další jména – Charlie Weber a Victor Turpin. Natáčení filmu začalo v prosinci 2020.

## Obsazení
| Mel Gibson     | Stark             |
| Cole Hauser    | James Becker      |
| Kate Katzman   | Tatyana           |
| Charlie Weber  | Hank Burns        |
| Victor Turpin  | Brooklyn Rivera   |
| Mauricio Hénao | Enrique Rodriguez |
| Simon Phillips | Dr. Reyes         |